# Cryptogenius miersianus
Cryptogenius miersianus är en skalbaggsart som beskrevs av John Obadiah Westwood 1845. Cryptogenius miersianus ingår i släktet Cryptogenius och familjen Hybosoridae. Inga underarter finns listade i Catalogue of Life.